# Burton Downing
Burton Cecil Downing (San José, 5 de febrero de 1885-Red Bank, 1 de enero de 1929) fue un deportista estadounidense que compitió en ciclismo en la modalidad de pista.
Participó en los Juegos Olímpicos de San Luis 1904, obteniendo seis medallas: dos de oro, tres de plata y una de bronce.

## Medallero internacional
| Juegos Olímpicos | Juegos Olímpicos          | Juegos Olímpicos  | Juegos Olímpicos |
| Año              | Lugar                     | Medalla           | Competición      |
| ---------------- | ------------------------- | ----------------- | ---------------- |
| 1904             | San Luis (Estados Unidos) | Medalla de oro    | 2 millas         |
| 1904             | San Luis (Estados Unidos) | Medalla de oro    | 25 millas        |
| 1904             | San Luis (Estados Unidos) | Medalla de plata  | 1⁄4 de milla     |
| 1904             | San Luis (Estados Unidos) | Medalla de plata  | 1⁄3 de milla     |
| 1904             | San Luis (Estados Unidos) | Medalla de plata  | 1 milla          |
| 1904             | San Luis (Estados Unidos) | Medalla de bronce | 1⁄2 de milla     |